# Heróis Esquecidos
The Roaring Twenties (bra/prt: Heróis Esquecidos) é um filme estadunidense de 1939, dos gêneros suspense e drama policial, dirigido por Raoul Walsh.

## Sinopse
Na época da Lei Seca nos Estados Unidos, um veterano desempregado da Primeira Guerra Mundial acaba se tornando um grande contrabandista de bebidas alcoólicas e tem que enfrentar toda sorte de ameaças, confrontos territoriais, traições e disputas de gangues.

## Elenco
- James Cagney — Eddie Bartlett
- Humphrey Bogart — George Hally
- Gladys George — Panama Smith
- Priscilla Lane — Jean Sherman
- Jeffrey Lynn — Lloyd Hart
- Frank McHugh — Danny Green
- George Meeker — Harold Masters
- Paul Kelly — Nick Brown
- Elisabeth Risdon — Senhora Sherman
- Ed Keane — Henderson
- Joe Sawyer — Sargento
- Joseph Crehan — Michaels